# Töreboda kommun
Töreboda kommun är en kommun i Västra Götalands län, i före detta Skaraborgs län. Centralort är Töreboda.

## Administrativ historik
Kommunens område motsvarar socknarna: Beateberg, Björkäng, Bäck, Bällefors, Ekeskog, Fredsberg, Fägre, Halna, Hjälstad, Mo, Sveneby, Trästena och Älgarås. I dessa socknar bildades vid kommunreformen 1862 landskommuner med motsvarande namn. Moholms municipalsamhälle inrättades 21 april 1940 och upplöstes vid utgången av 1955.
Töreboda municipalsamhälle inrättades i Björkängs landskommun 9 november 1883, och upplöstes 1909 när Töreboda köping bildades genom en utbrytning ur landskommunen. Resterande del av landskommunen införlivades 1939 i köpingskommunen. 
Vid kommunreformen 1952 bildades ett antal storkommuner i området: Hova (av de tidigare kommunerna Hova och Älgarås), Moholm (av Beateberg, Bällefors, Ekeskog, Fägre, Hjälstad, Mo, Sveneby och Trästena) samt Undenäs (av  Halna och Undenäs). Samtidigt uppgick landskommunerna Bäck och Fredsberg i Töreboda köping.
Töreboda kommun bildades vid kommunreformen 1971 av Töreboda köping, Moholms landskommun samt en del ur Hova landskommun (Älgarås församling) och en del ur Undenäs landskommun (Halna församling).
Kommunen ingick från bildandet till 2009 i Mariestads domsaga och kommunen ingår sedan 2009 i Skaraborgs domsaga.

## Geografi
Kommunen är belägen i nordöstra delarna av landskapet Västergötland och gränsar i nordöst till Laxå kommun i Örebro län, i öster till Karlsborgs kommun, i sydöst till Tibro kommun, i sydväst till Skövde kommun, i nordväst till Mariestads kommun och i norr till Gullspångs kommun, alla i före detta Skaraborgs län. Ån Tidan rinner genom kommunens sydvästra hörn.

### Topografi och hydrografi
Berggrunden varierar i kommunen, där östra delen huvudsakligen består av granit medan gnejs dominerar i väst, med inslag av grönsten särskilt vid sjön Ymsen. I väst och söder finns främst flacka områden med uppodlade, finkorniga sediment. Norr om centralorten och i nordöstra delen av kommunen är moränen dominerande, där det också finns ett betydande antal mossar, varav Myrhultamossen är den största. Fredsbergs mosse, norr om sjön Ymsen, utgjorde en tidigare vik av sjön. Mellan Älgarås och Bällefors sträcker sig en isälvsavlagring med flera åsryggar.
Nedan presenteras andelen av den totala ytan 2020 i kommunen jämfört med riket.
|  | Bebyggelse (4,8 %) |

|  | Skog (52,6 %) |

|  | Öppen myrmark (3,4 %) |

|  | Jordbruksmark (31,8 %) |

|  | Övrig mark (7,4 %) |

|  | Bebyggelse (3,1 %) |

|  | Skog (68,0 %) |

|  | Öppen myrmark (7,2 %) |

|  | Jordbruksmark (7,4 %) |

|  | Övrig mark (14,3 %) |

### Administrativ indelning
Fram till 2016 var kommunen för befolkningsrapportering indelad i fyra församlingar: Fredsberg-Bäcks församling, Fägre församling, Hova-Älgarås församling (ligger även i Gullspångs kommun) och Töreboda församling.

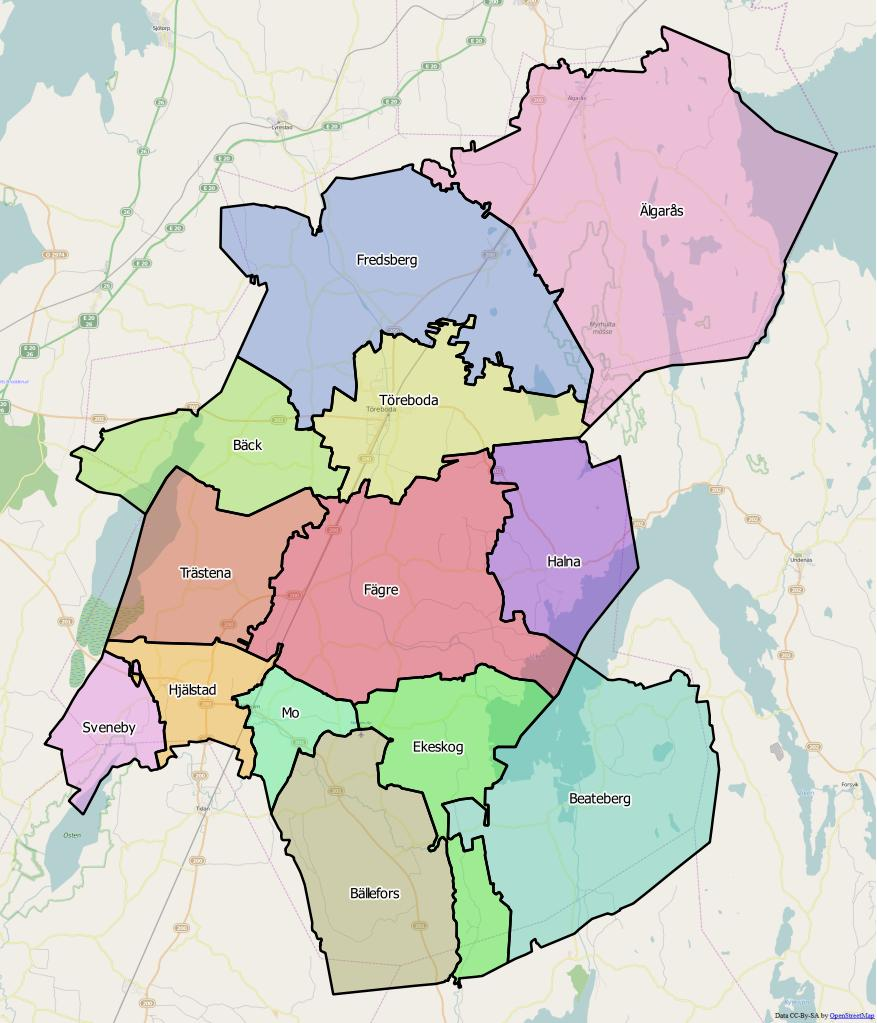
Distrikt inom Töreboda kommun

Från 2016 indelas kommunen i följande distrikt:
| De 13 distrikten i Töreboda kommun                                                                                             |
| --- |
| - Beateberg - Bäck - Bällefors - Ekeskog - Fredsberg - Fägre - Halna - Hjälstad - Mo - Sveneby - Trästena - Töreboda - Älgarås |

### Tätorter
År 2020 bodde 61,3 procent av kommunens invånare i någon av kommunens tätorter, vilket var lägre än motsvarande siffra för riket där genomsnittet var 87,6 procent. Vid Statistiska centralbyråns tätortsavgränsning 2020 fanns det tre tätorter i Töreboda kommun:
| Tätort   | Befolkning |
| -------- | ---------- |
| Töreboda | 4 740      |
| Moholm   | 576        |
| Älgarås  | 378        |

## Styre och politik

### Styre
Mandatperioden 2010–2014 styrdes kommunen av de rödgröna i koalition med Folkpartiet. Tillsammans samlade partierna 16 av 31 mandat i kommunfullmäktige. Valet 2014 ledde till maktskifte där de borgerliga partierna Moderaterna, Centerpartiet och Folkpartiet ingick en valteknisk samverkan med Miljöpartiet. Detta efter att Centerpartiet, som tidigare meddelat en möjlig samverkan med Socialdemokraterna, bytt sida. Dessa partier fortsatte styra kommunen även mandatperioden 2018–2022. 
Mandatperioden 2022–2026 styrs kommunen av Moderaterna och Liberalerna.

### Kommunfullmäktige

#### Presidium
| Presidium 2022–2026    | Presidium 2022–2026 | Presidium 2022–2026 |
| ---------------------- | ------------------- | ------------------- |
| Ordförande             | M                   | Ann-Marie Lundin    |
| Förste vice ordförande | M                   | Björn Lagerqvist    |
| Andre vice ordförande  | S                   | Leif Börjesson      |

#### Mandatfördelning 1970–2022
Kristdemokraterna åkte ur kommunfullmäktige i valet 2010. I valet 2018 åkte även Miljöpartiet ur fullmäktige.
| 14 | 17 | 4 |  | 5 |

| 35 | 6 |

|  | 13 | 16 | 4 |  | 6 |

| 35 | 6 |

| 15 | 16 | 3 | 7 |

| 33 | 8 |

| 15 | 15 | 3 |  | 7 |

| 32 | 9 |

|  | 16 | 13 | 2 |  | 8 |

| 30 | 11 |

|  | 16 | 12 | 3 |  | 8 |

| 30 | 11 |

|  | 16 |  | 12 | 3 |  | 7 |

| 28 | 13 |

|  | 13 |  | 2 | 11 | 2 | 3 | 8 |

| 28 | 13 |

| 2 | 17 |  | 10 |  | 2 | 8 |

| 23 | 18 |

| 4 | 13 | 2 | 10 |  | 3 | 8 |

| 25 | 16 |

| 3 | 14 |  | 10 | 2 | 3 | 8 |

| 27 | 14 |

| 2 | 11 |  |  | 6 |  |  | 8 |

| 21 | 10 |

| 2 | 12 |  |  | 7 |  | 7 |

| 17 | 14 |

| 2 | 11 |  | 3 | 6 |  | 7 |

| 17 | 14 |

| 2 | 10 | 4 | 5 |  | 9 |

| 17 | 14 |

| 2 | 9 | 6 | 4 |  | 9 |

| 17 | 14 |

### Nämnder

#### Kommunstyrelse
Kommunstyrelsen består av 15 ledamöter. För att stödja sitt arbete har kommunstyrelsen fyra utskott med fem ledamöter vardera. Dessa är: utvecklingsutskottet, utbildnings- och kulturutskottet, vård- och omsorgsutskottet samt personalutskottet. De olika utskotten gör att en stor del av kommunens verksamhet har samlats under kommunstyrelsen istället för i nämnder.
| Presidium 2022–2026    | Presidium 2022–2026 | Presidium 2022–2026 |
| ---------------------- | ------------------- | ------------------- |
| Ordförande             | M                   | Linn Brandström     |
| Förste vice ordförande | L                   | Gunilla Fransson    |
| Andre vice ordförande  | S                   | Karin Arvidsson     |

#### Lista över kommunstyrelsens ordförande
- Bengt Sjöberg, Moderaterna, 1 januari 2015–31 december 2022[17]
- Linn Brandström, Moderaterna, 1 januari 2023–[18]

Denna lista hämtas från Wikidata. Informationen kan ändras där.

#### Övriga nämnder
Avser mandatperioden 2022–2026.
| Nämnd      | Ordförande | Ordförande   | Vice ordförande | Vice ordförande |
| ---------- | ---------- | ------------ | --------------- | --------------- |
| Valnämnden | M          | Gunnar Welin | S               | Viola Olofsson  |

## Ekonomi och infrastruktur

### Näringsliv
Kommunen har ett varierat näringsliv med många små och medelstora företag. Tillverkningsindustrin är en betydande arbetsgivare och sysselsätter cirka 26 procent av kommunens förvärvsarbetande, medan jord- och skogsbruket svarar för 8 procent av sysselsättningen. Bland företagen märks Moelven Töreboda AB, Källbergs Industri AB inom livsmedelsindustrin, Daloc Trädörrar AB inom verkstadsindustrin och Novab AB som är ett byggföretag, alla belägna i centralorten. Dessutom finns Skaraborgs Städ AB i Moholm. Töreboda är även känt för sin urtillverkning, representerad av Westerstrand Urfabrik AB.

### Infrastruktur

#### Transporter
Kommunen genomkorsas från norr mot sydväst av länsväg 200, i väst-östlig riktning av länsväg 202 och i de södra delarna av länsväg 201. Från nordöst mot sydväst genomkorsas kommunen av Västra stambanan som trafikeras av SJ:s fjärrtåg. Göta kanal sträcker sig i öst-västlig riktning genom kommunen.

#### Utbildning
Naturbruksgymnasiet ligger utanför Töreboda och drivs av Västra Götalandsregionen. Skolan har ekologisk inriktning och grundades 1958. Skolan bedriver också vuxenutbildning.
I centrum ligger Kanalskolan med bageri och kockutbildning. Eleverna på Kockutbildningen har till exempel serverat på Nobelfesten. Kanalskolan har också vuxenutbildning. Utbildningen för tunga fordon ligger i Industriområdet.

## Befolkning

### Befolkningsutveckling
Kommunen har 9 043 invånare (31 december 2024), vilket placerar den på 235:e plats avseende folkmängd bland Sveriges kommuner.
| Befolkningsutvecklingen i Töreboda kommun 1970–2020 | Befolkningsutvecklingen i Töreboda kommun 1970–2020 | Befolkningsutvecklingen i Töreboda kommun 1970–2020 | Befolkningsutvecklingen i Töreboda kommun 1970–2020 | Befolkningsutvecklingen i Töreboda kommun 1970–2020 |
| --------------------------------------------------- | --------------------------------------------------- | --------------------------------------------------- | --------------------------------------------------- | --------------------------------------------------- |
|                                                     |                                                     |                                                     |                                                     |                                                     |
| År                                                  |                                                     |                                                     | Folkmängd                                           |                                                     |
| 1970                                                | 1970                                                |                                                     | 10 192                                              |                                                     |
| 1975                                                | 1975                                                |                                                     | 10 231                                              |                                                     |
| 1980                                                | 1980                                                |                                                     | 10 393                                              |                                                     |
| 1985                                                | 1985                                                |                                                     | 10 204                                              |                                                     |
| 1990                                                | 1990                                                |                                                     | 10 481                                              |                                                     |
| 1995                                                | 1995                                                |                                                     | 10 425                                              |                                                     |
| 2000                                                | 2000                                                |                                                     | 9 642                                               |                                                     |
| 2005                                                | 2005                                                |                                                     | 9 470                                               |                                                     |
| 2010                                                | 2010                                                |                                                     | 9 113                                               |                                                     |
| 2015                                                | 2015                                                |                                                     | 9 293                                               |                                                     |
| 2020                                                | 2020                                                |                                                     | 9 281                                               |                                                     |

## Kultur

### Kommunvapen
Blasonering: I fält av guld en blå stolpe, överlagd med ett par bjälkvis ställda svarta tvillingsträngar.
Kommunvapnet antogs 1973. Det gula symboliserar åkrarna runt kommunen, det blå är Göta kanal som flyter genom samhället och det svarta den korsande västra stambanan över Göta kanal.